# Кризно раздобље
„Кризно раздобље” (словен. Krizno obdobje) је југословенски и словеначки филм из 1981. године. Режирао га је Франци Слак који је написао и сценарио.

## Улоге
| Глумац         | Улога |
| -------------- | ----- |
| Ана Авбар      |       |
| Роберто Батели |       |
| Петер Божић    |       |
| Тања Премк     |       |
| Јози Препелух  |       |
| Душанка Ристић |       |